# Parasophista metrionoma
Parasophista metrionoma är en fjärilsart som beskrevs av Edward Meyrick 1928. Parasophista metrionoma ingår i släktet Parasophista och familjen plattmalar. Inga underarter finns listade i Catalogue of Life.